# Műkorcsolya-csapatverseny a 2022. évi téli olimpiai játékokon
A 2022. évi téli olimpiai játékokon a műkorcsolya-csapatversenyt február 4. és február 7. között rendezték. Az aranyérmet az Orosz Olimpiai Bizottság csapata nyerte. A versenyszámban nem vett részt magyar csapat.

## Naptár
Az időpontok helyi idő szerint (UTC+8), zárójelben magyar idő szerint (UTC+1) olvashatóak.
| Dátum      | Időpont      | Forduló                |
| ---------- | ------------ | ---------------------- |
| február 4. | 9:55 (2:55)  | férfi rövid program    |
| február 4. | 11:35 (4:35) | jégtánc rövid program  |
| február 4. | 13:15 (6:15) | páros rövid program    |
| február 6. | 9:30 (2:30)  | női rövid program      |
| február 6. | 11:50 (4:50) | férfi szabad program   |
| február 7. | 9:15 (2:15)  | páros szabad program   |
| február 7. | 10:30 (3:30) | jégtánc szabad program |
| február 7. | 11:35 (4:35) | női szabad program     |

## Vitás eset
Az eredetileg február 8-ára tervezett éremátadó ünnepséget elhalasztották jogi vita miatt, amit a Nemzetközi Olimpiai Bizottság (NOB) és a Nemzetközi Korcsolyázó Szövetség (ISU) is megerősített. Február 9-én több hírforrás is arról számolt be, hogy a probléma az Orosz Olimpiai Bizottság versenyzője, a 15 éves Kamila Valijeva 2021 decemberében elvégzett pozitív trimetazidin tesztje miatt merült fel, melyet február 11-én hivatalosan is megerősítettek.  Valijeva 2021 decemberi teszteredménye csak a csapatverseny befejezése után vált ismertté. Az Orosz Doppingellenes Ügynökség (RUSADA) ezt követően egy nappal felmentette Valijevát. A Nemzetközi Tesztelő Ügynökség (ITA) a NOB, a Doppingellenes Világszervezet (WADA) és az ISU  nevében fellebbezett a RUSADA döntése ellen.
Mivel Valijeva a női egyéniben is indult volna, ezért a Nemzetközi Sportdöntőbíróságnak (CAS) kellett döntenie Valijeva szerepléséről. A CAS február 14-én úgy döntött, hogy Valijeva szerepelhet az olimpiai játékokon, a következő okok miatt: (1) A versenyző az életkora miatt a WADA szabályai szerint „védett személynek” minősül, akire más szabályok vonatkoznak, mint a felnőtt sportolókra; (2) A sportolónak a pekingi olimpiai játékok alatt nem volt pozitív tesztje; (3) Komoly problémák merültek fel az eredményekről szóló értesítéssel kapcsolatban, a késői eredmény nem a versenyző hibája. A CAS határozatában megjegyezte, hogy „a sportolónak az olimpiai játékokon való részvételének megakadályozása ilyen körülmények között helyrehozhatatlan kárt okozna”. A bíróság a doppingesetet nem vizsgálta.

## Résztvevők
- RP – rövid program
- SzP – szabad program

A szabad programba bejutott öt csapat mindegyike legfeljebb két számban cserélhetett versenyzőt.
| Nemzet                                       | Férfi                               | Női                                      | Páros                                                                           | Jégtánc                                                                 |
| -------------------------------------------- | ----------------------------------- | ---------------------------------------- | ------------------------------------------------------------------------------- | ----------------------------------------------------------------------- |
| Csehország (CZE)                             | Michal Březina                      | Eliška Březinová                         | Jelizaveta Žuková / Martin Bidař                                                | Natálie Taschlerová / Filip Taschler                                    |
| Egyesült Államok (USA)                       | Nathan Chen (RP) Vincent Zhou (SzP) | Karen Chen                               | Alexa Knierim / Brandon Frazier                                                 | Madison Hubbell / Zachary Donohue (RP) Madison Chock / Evan Bates (SzP) |
| Grúzia (GEO)                                 | Morisi Kvitelashvili                | Anastasia Gubanova                       | Karina Safina / Luka Berulava                                                   | Maria Kazakova / Georgy Reviya                                          |
| Japán (JPN)                                  | Shoma Uno (RP) Yuma Kagiyama (SzP)  | Wakaba Higuchi (RP) Kaori Sakamoto (SzP) | Riku Miura / Ryuichi Kihara                                                     | Misato Komatsubara / Tim Koleto                                         |
| Kanada (CAN)                                 | Roman Sadovsky                      | Madeline Schizas                         | Kirsten Moore-Towers / Michael Marinaro (RP) Vanessa James / Eric Radford (SzP) | Piper Gilles / Paul Poirier                                             |
| Kína (CHN)                                   | Jin Boyang                          | Zhu Yi                                   | Sui Wenjing / Han Cong (RP) Peng Cheng / Jin Yang (SzP)                         | Wang Shiyue / Liu Xinyu                                                 |
| Németország (GER)                            | Paul Fentz                          | Nicole Schott                            | visszalépett                                                                    | Katharina Müller / Tim Dieck                                            |
| Olaszország (ITA)                            | Daniel Grassl                       | Lara Naki Gutmann                        | Nicole Della Monica / Matteo Guarise                                            | Charlène Guignard / Marco Fabbri                                        |
| Az Orosz Olimpiai Bizottság versenyzői (ROC) | Mark Kondratyjuk                    | Kamila Valijeva                          | Anasztaszija Misina / Alekszandr Galljamov                                      | Viktorija Szinyicina / Nyikita Kacalapov                                |
| Ukrajna (UKR)                                | visszalépett                        | Anasztaszija Sabotova                    | Szofija Holicsenko / Artem Darenszkij                                           | Olekszandra Nazarova / Makszim Nyikityin                                |

## Eredmények
Versenyszámonként a helyezések alapján pontokat kapnak versenyzők. Az adott nemzet versenyzőire vonatkozó összesített pontszám határozza meg a végeredményt.

### Rövid program

#### Férfi egyéni
| Hely. | Versenyző            | Nemzet                                       | Össz.  | Tech. | Prog. | Kk.  | Átm. | Előad. | Kor. | Kif. | Lev. | S | Pont |
| ----- | -------------------- | -------------------------------------------- | ------ | ----- | ----- | ---- | ---- | ------ | ---- | ---- | ---- | - | ---- |
| 1.    | Nathan Chen          | Egyesült Államok (USA)                       | 111,71 | 63,85 | 47,86 | 9,54 | 9,39 | 9,64   | 9,61 | 9,68 | 0,00 | 8 | 10   |
| 2.    | Shoma Uno            | Japán (JPN)                                  | 105,46 | 58,89 | 46,57 | 9,43 | 9,07 | 9,39   | 9,32 | 9,36 | 0,00 | 6 | 9    |
| 3.    | Mark Kondratyjuk     | Az Orosz Olimpiai Bizottság versenyzői (ROC) | 95,81  | 52,81 | 43,00 | 8,57 | 8,29 | 8,64   | 8,75 | 8,75 | 0,00 | 5 | 8    |
| 4.    | Morisi Kvitelashvili | Grúzia (GEO)                                 | 92,37  | 50,63 | 41,74 | 8,39 | 8,21 | 8,43   | 8,39 | 8,32 | 0,00 | 7 | 7    |
| 5.    | Daniel Grassl        | Olaszország (ITA)                            | 88,10  | 47,18 | 40,92 | 8,18 | 8,00 | 8,21   | 8,32 | 8,21 | 0,00 | 9 | 6    |
| 6.    | Jin Boyang           | Kína (CHN)                                   | 82,87  | 43,91 | 39,96 | 8,21 | 7,71 | 7,89   | 8,11 | 8,04 | 1,00 | 4 | 5    |
| 7.    | Michal Březina       | Csehország (CZE)                             | 76,77  | 36,63 | 40,14 | 8,21 | 7,75 | 8,00   | 8,11 | 8,07 | 0,00 | 3 | 4    |
| 8.    | Roman Sadovsky       | Kanada (CAN)                                 | 71,06  | 32,27 | 38,79 | 7,79 | 7,64 | 7,61   | 7,86 | 7,89 | 0,00 | 2 | 3    |
| 9.    | Paul Fentz           | Németország (GER)                            | 68,64  | 33,43 | 35,21 | 7,21 | 6,89 | 6,93   | 7,18 | 7,00 | 0,00 | 1 | 2    |

#### Jégtánc
| Hely. | Versenyző                                | Nemzet                                       | Össz. | Tech. | Prog. | Kk.  | Átm. | Előad. | Kor. | Kif. | Lev. | S  | Pont |
| ----- | ---------------------------------------- | -------------------------------------------- | ----- | ----- | ----- | ---- | ---- | ------ | ---- | ---- | ---- | -- | ---- |
| 1.    | Madison Hubbell / Zachary Donohue        | Egyesült Államok (USA)                       | 86,56 | 48,50 | 38,06 | 9,50 | 9,32 | 9,57   | 9,54 | 9,64 | 0,00 | 7  | 10   |
| 2.    | Viktorija Szinyicina / Nyikita Kacalapov | Az Orosz Olimpiai Bizottság versenyzői (ROC) | 85,05 | 46,92 | 38,13 | 9,50 | 9,46 | 9,43   | 9,64 | 9,64 | 0,00 | 10 | 9    |
| 3.    | Charlène Guignard / Marco Fabbri         | Olaszország (ITA)                            | 83,83 | 47,12 | 36,71 | 9,14 | 9,04 | 9,29   | 9,21 | 9,21 | 0,00 | 9  | 8    |
| 4.    | Piper Gilles / Paul Poirier              | Kanada (CAN)                                 | 82,72 | 45,47 | 37,25 | 9,25 | 9,11 | 9,43   | 9,39 | 9,39 | 0,00 | 8  | 7    |
| 5.    | Wang Shiyue / Liu Xinyu                  | Kína (CHN)                                   | 74,66 | 41,66 | 33,00 | 8,25 | 8,07 | 8,39   | 8,21 | 8,32 | 0,00 | 6  | 6    |
| 6.    | Natálie Taschlerová / Filip Taschler     | Csehország (CZE)                             | 68,99 | 38,68 | 30,31 | 7,54 | 7,36 | 7,68   | 7,64 | 7,68 | 0,00 | 2  | 5    |
| 7.    | Misato Komatsubara / Tim Koleto          | Japán (JPN)                                  | 66,54 | 37,15 | 29,39 | 7,32 | 7,18 | 7,39   | 7,39 | 7,46 | 0,00 | 1  | 4    |
| 8.    | Maria Kazakova / Georgy Reviya           | Grúzia (GEO)                                 | 64,60 | 35,00 | 29,60 | 7,36 | 7,21 | 7,50   | 7,46 | 7,46 | 0,00 | 4  | 3    |
| 9.    | Olekszandra Nazarova / Makszim Nyikityin | Ukrajna (UKR)                                | 64,08 | 34,16 | 29,92 | 7,50 | 7,36 | 7,54   | 7,43 | 7,57 | 0,00 | 5  | 2    |
| 10.   | Katharina Müller / Tim Dieck             | Németország (GER)                            | 63,21 | 33,52 | 29,69 | 7,36 | 7,25 | 7,46   | 7,54 | 7,50 | 0,00 | 3  | 1    |

#### Páros
| Hely. | Versenyző                                  | Nemzet                                       | Össz. | Tech. | Prog. | Kk.  | Átm. | Előad. | Kor. | Kif. | Lev. | S | Pont |
| ----- | ------------------------------------------ | -------------------------------------------- | ----- | ----- | ----- | ---- | ---- | ------ | ---- | ---- | ---- | - | ---- |
| 1.    | Sui Wenjing / Han Cong                     | Kína (CHN)                                   | 82,83 | 44,97 | 37,86 | 9,36 | 9,25 | 9,64   | 9,54 | 9,54 | 0,00 | 8 | 10   |
| 2.    | Anasztaszija Misina / Alekszandr Galljamov | Az Orosz Olimpiai Bizottság versenyzői (ROC) | 82,64 | 45,22 | 37,42 | 9,25 | 9,21 | 9,46   | 9,43 | 9,43 | 0,00 | 9 | 9    |
| 3.    | Alexa Knierim / Brandon Frazier            | Egyesült Államok (USA)                       | 75,00 | 41,02 | 33,98 | 8,36 | 8,39 | 8,61   | 8,54 | 8,57 | 0,00 | 4 | 8    |
| 4.    | Riku Miura / Ryuichi Kihara                | Japán (JPN)                                  | 74,45 | 39,83 | 34,62 | 8,68 | 8,64 | 8,68   | 8,75 | 8,54 | 0,00 | 5 | 7    |
| 5.    | Kirsten Moore-Towers / Michael Marinaro    | Kanada (CAN)                                 | 67,34 | 34,06 | 33,28 | 8,29 | 8,18 | 8,25   | 8,43 | 8,46 | 0,00 | 7 | 6    |
| 6.    | Karina Safina / Luka Berulava              | Grúzia (GEO)                                 | 64,79 | 35,59 | 29,20 | 7,39 | 7,21 | 7,32   | 7,29 | 7,29 | 0,00 | 3 | 5    |
| 7.    | Nicole Della Monica / Matteo Guarise       | Olaszország (ITA)                            | 60,30 | 30,75 | 30,55 | 7,82 | 7,50 | 7,29   | 7,86 | 7,71 | 1,00 | 6 | 4    |
| 8.    | Jelizaveta Žuková / Martin Bidař           | Csehország (CZE)                             | 56,70 | 30,01 | 27,69 | 7,07 | 6,71 | 6,71   | 7,07 | 7,04 | 1,00 | 2 | 3    |
| 9.    | Szofija Holicsenko / Artem Darenszkij      | Ukrajna (UKR)                                | 53,65 | 28,23 | 25,42 | 6,39 | 6,18 | 6,29   | 6,64 | 6,29 | 0,00 | 1 | 2    |

#### Női egyéni
| Hely. | Versenyző           | Nemzet                                       | Össz. | Tech. | Prog. | Kk.  | Átm. | Előad. | Kor. | Kif. | Lev. | S  | Pont |
| ----- | ------------------- | -------------------------------------------- | ----- | ----- | ----- | ---- | ---- | ------ | ---- | ---- | ---- | -- | ---- |
| 1.    | Kamila Valijeva     | Az Orosz Olimpiai Bizottság versenyzői (ROC) | 90,18 | 51,67 | 38,51 | 9,46 | 9,43 | 9,82   | 9,71 | 9,71 | 0,00 | 10 | 10   |
| 2.    | Wakaba Higuchi      | Japán (JPN)                                  | 74,73 | 40,54 | 34,19 | 8,61 | 8,32 | 8,57   | 8,61 | 8,61 | 0,00 | 8  | 9    |
| 3.    | Madeline Schizas    | Kanada (CAN)                                 | 69,60 | 37,56 | 32,04 | 7,86 | 7,79 | 8,25   | 8,04 | 8,11 | 0,00 | 6  | 8    |
| 4.    | Anastasiia Gubanova | Grúzia (GEO)                                 | 67,56 | 36,90 | 30,66 | 7,71 | 7,39 | 7,75   | 7,61 | 7,86 | 0,00 | 4  | 7    |
| 5.    | Karen Chen          | Egyesült Államok (USA)                       | 65,20 | 32,72 | 33,48 | 8,39 | 8,21 | 8,21   | 8,46 | 8,57 | 1,00 | 9  | 6    |
| 6.    | Nicole Schott       | Németország (GER)                            | 62,66 | 32,52 | 30,14 | 7,50 | 7,39 | 7,61   | 7,54 | 7,64 | 0,00 | 7  | 5    |
| 7.    | Anastasia Shabotova | Ukrajna (UKR)                                | 62,49 | 35,63 | 26,86 | 6,68 | 6,50 | 6,79   | 6,82 | 6,79 | 0,00 | 2  | 4    |
| 8.    | Eliška Březinová    | Csehország (CZE)                             | 61,05 | 33,97 | 27,08 | 6,79 | 6,50 | 7,00   | 6,64 | 6,93 | 0,00 | 3  | 3    |
| 9.    | Lara Naki           | Olaszország (ITA)                            | 58,52 | 30,78 | 27,74 | 6,79 | 6,93 | 7,00   | 6,96 | 7,00 | 0,00 | 5  | 2    |
| 10.   | Zhu Yi              | Kína (CHN)                                   | 47,03 | 22,34 | 25,69 | 6,57 | 6,46 | 6,07   | 6,64 | 6,36 | 1,00 | 1  | 1    |

### Szabad program

#### Férfi egyéni
| Hely. | Versenyző        | Nemzet                                       | Össz.  | Tech.  | Prog. | Kk.  | Átm. | Előad. | Kor. | Kif. | Lev. | S | Pont |
| ----- | ---------------- | -------------------------------------------- | ------ | ------ | ----- | ---- | ---- | ------ | ---- | ---- | ---- | - | ---- |
| 1.    | Yuma Kagiyama    | Japán (JPN)                                  | 208,94 | 116,50 | 92,44 | 9,29 | 9,00 | 9,43   | 9,25 | 9,25 | 0,00 | 4 | 10   |
| 2.    | Mark Kondratyjuk | Az Orosz Olimpiai Bizottság versenyzői (ROC) | 181,65 | 95,09  | 86,56 | 8,75 | 8,39 | 8,75   | 8,68 | 8,71 | 0,00 | 3 | 9    |
| 3.    | Vincent Zhou     | Egyesült Államok (USA)                       | 171,44 | 85,24  | 86,20 | 8,71 | 8,46 | 8,54   | 8,75 | 8,64 | 0,00 | 5 | 8    |
| 4.    | Jin Boyang       | Kína (CHN)                                   | 155,04 | 78,26  | 76,78 | 7,93 | 7,32 | 7,75   | 7,75 | 7,64 | 0,00 | 2 | 7    |
| 5.    | Roman Sadovsky   | Kanada (CAN)                                 | 122,60 | 50,10  | 74,50 | 7,57 | 7,36 | 7,14   | 7,68 | 7,50 | 2,00 | 1 | 6    |

#### Páros
| Hely. | Versenyző                                  | Nemzet                                       | Össz.  | Tech. | Prog. | Kk.  | Átm. | Előad. | Kor. | Kif. | Lev. | S | Pont |
| ----- | ------------------------------------------ | -------------------------------------------- | ------ | ----- | ----- | ---- | ---- | ------ | ---- | ---- | ---- | - | ---- |
| 1.    | Anasztaszija Misina / Alekszandr Galljamov | Az Orosz Olimpiai Bizottság versenyzői (ROC) | 145,20 | 74,97 | 72,23 | 9,07 | 9,04 | 8,75   | 9,25 | 9,04 | 2,00 | 4 | 10   |
| 2.    | Riku Miura / Ryuichi Kihara                | Japán (JPN)                                  | 139,60 | 70,11 | 69,49 | 8,68 | 8,64 | 8,86   | 8,68 | 8,57 | 0,00 | 2 | 9    |
| 3.    | Peng Cheng / Jin Yang                      | Kína (CHN)                                   | 131,75 | 63,35 | 68,40 | 8,54 | 8,43 | 8,46   | 8,75 | 8,57 | 0,00 | 5 | 8    |
| 4.    | Vanessa James / Eric Radford               | Kanada (CAN)                                 | 130,07 | 64,46 | 65,61 | 8,11 | 8,04 | 8,32   | 8,25 | 8,29 | 0,00 | 1 | 7    |
| 5.    | Alexa Knierim / Brandon Frazier            | Egyesült Államok (USA)                       | 128,97 | 62,74 | 66,23 | 8,36 | 8,21 | 8,11   | 8,39 | 8,32 | 0,00 | 3 | 6    |

#### Jégtánc
| Hely. | Versenyző                                | Nemzet                                       | Össz.  | Tech. | Prog. | Kk.  | Átm. | Előad. | Kor. | Kif. | Lev. | S | Pont |
| ----- | ---------------------------------------- | -------------------------------------------- | ------ | ----- | ----- | ---- | ---- | ------ | ---- | ---- | ---- | - | ---- |
| 1.    | Madison Chock / Evan Bates               | Egyesült Államok (USA)                       | 129,07 | 71,81 | 57,26 | 9,43 | 9,29 | 9,64   | 9,71 | 9,64 | 0,00 | 5 | 10   |
| 2.    | Viktorija Szinyicina / Nyikita Kacalapov | Az Orosz Olimpiai Bizottság versenyzői (ROC) | 128,17 | 71,42 | 57,75 | 9,61 | 9,46 | 9,71   | 9,64 | 9,71 | 1,00 | 4 | 9    |
| 3.    | Piper Gilles / Paul Poirier              | Kanada (CAN)                                 | 124,39 | 68,73 | 55,66 | 9,21 | 9,11 | 9,32   | 9,36 | 9,38 | 0,00 | 3 | 8    |
| 4.    | Wang Shiyue / Liu Xinyu                  | Kína (CHN)                                   | 107,18 | 57,41 | 49,77 | 8,29 | 8,14 | 8,36   | 8,39 | 8,29 | 0,00 | 2 | 7    |
| 5.    | Misato Komatsubara / Tim Koleto          | Japán (JPN)                                  | 98,66  | 54,29 | 44,37 | 7,36 | 7,25 | 7,43   | 7,54 | 7,39 | 0,00 | 1 | 6    |

#### Női egyéni
| Hely. | Versenyző        | Nemzet                                       | Össz.  | Tech.  | Prog. | Kk.  | Átm. | Előad. | Kor. | Kif. | Lev. | S | Pont |
| ----- | ---------------- | -------------------------------------------- | ------ | ------ | ----- | ---- | ---- | ------ | ---- | ---- | ---- | - | ---- |
| 1.    | Kamila Valijeva  | Az Orosz Olimpiai Bizottság versenyzői (ROC) | 178,92 | 105,25 | 74,67 | 9,39 | 9,21 | 9,32   | 9,50 | 9,25 | 1,00 | 5 | 10   |
| 2.    | Kaori Sakamoto   | Japán (JPN)                                  | 148,66 | 76,93  | 71,73 | 9,11 | 8,79 | 9,04   | 8,93 | 8,96 | 0,00 | 4 | 9    |
| 3.    | Madeline Schizas | Kanada (CAN)                                 | 132,04 | 67,53  | 64,51 | 8,00 | 7,86 | 8,14   | 8,18 | 8,14 | 0,00 | 3 | 8    |
| 4.    | Karen Chen       | Egyesült Államok (USA)                       | 131,52 | 65,68  | 65,84 | 8,25 | 7,96 | 8,29   | 8,29 | 8,36 | 0,00 | 2 | 7    |
| 5.    | Zhu Yi           | Kína (CHN)                                   | 91,41  | 42,79  | 50,62 | 6,54 | 6,21 | 6,07   | 6,57 | 6,25 | 2,00 | 1 | 6    |

### Összesítés
| Helyezés | Nemzet                                       | F-RP | P-RP | J-RP | N-RP | F-SzP   | P-SzP   | J-SzP   | N-SzP   | Pont |
| -------- | -------------------------------------------- | ---- | ---- | ---- | ---- | ------- | ------- | ------- | ------- | ---- |
| Arany    | Az Orosz Olimpiai Bizottság versenyzői (ROC) | 8    | 9    | 9    | 10   | 9       | 10      | 9       | 10      | 74   |
| Ezüst    | Egyesült Államok (USA)                       | 10   | 10   | 8    | 6    | 8       | 6       | 10      | 7       | 65   |
| Bronz    | Japán (JPN)                                  | 9    | 4    | 7    | 9    | 10      | 9       | 6       | 9       | 63   |
| 4.       | Kanada (CAN)                                 | 3    | 7    | 6    | 8    | 6       | 7       | 8       | 8       | 53   |
| 5.       | Kína (CHN)                                   | 5    | 6    | 10   | 1    | 7       | 8       | 7       | 6       | 50   |
| 6.       | Grúzia (GEO)                                 | 7    | 3    | 5    | 7    | kiesett | kiesett | kiesett | kiesett | 22   |
| 7.       | Olaszország (ITA)                            | 6    | 8    | 4    | 2    | kiesett | kiesett | kiesett | kiesett | 20   |
| 8.       | Csehország (CZE)                             | 4    | 5    | 3    | 3    | kiesett | kiesett | kiesett | kiesett | 15   |
| 9.       | Németország (GER)                            | 2    | 1    | 0    | 5    | kiesett | kiesett | kiesett | kiesett | 8    |
| 10.      | Ukrajna (UKR)                                | 0    | 2    | 2    | 4    | kiesett | kiesett | kiesett | kiesett | 8    |